# ソヴェト権力の当面の任務
『ソヴェト権力の当面の任務』 (ロシア語: Очередные задачи советской власти）とは、1918年に出版されたレーニンの著作。戦争と革命で疲弊した経済を再建するための方策を示した。

## 背景
1918年3月にブレスト＝リトフスク条約が締結され、戦争が終結すると、ソヴィエト政府の最優先課題は経済の再建へと移った。
十月革命後もボリシェヴィキの経済政策は概して穏健で、ブルジョアジーの支配を当面認めながら労働者統制を発展させ、労働者の管理能力の向上に応じて漸進的に労働者管理、国有化へと移行しようとしていた。しかし各工場における工場主と労働者の対立は激しく。工場主はロックアウトやサボタージュ、労働者は工場接収や地方権力を通じた工場の差し押さえに訴えた。。
一方、ドイツ軍の再攻撃に備えるため、軍隊の再建が急務となり、旧軍の将校が軍事専門家として登用されることになった。経済の分野でも同様の政策がとられた。3月3日、最高国民経済会議がすべての国有企業について技術管理者と経営管理者を中央が任命するよう定めた。3月15日には、第四回臨時全ロシア・ソヴェト大会が採択された決議において、「勤労者の規律と自己規律を高めること、可能なかぎり物資の生産全体と分配全体を包括する強固で整然とした組織を全国いたるところにつくりだすこと、苦痛をきわめた戦争の遺産として歴史的に避けがたい、だがそれと同時に社会主義の最後の勝利および社会主義社会の基礎の確立という大業にとって第一の障害である混乱、組織破壊、崩壊と仮借なく闘争すること」を現情勢のもっとも主要な当面の緊迫した課題とした。このくだりを書き加えたのはレーニンだった。同じ時期に鉄鋼王のメシチェルスキーが、新しい冶金トラストの株式の半分を彼のグループ、残り半分を国家が保有し、彼のグループが共同の利益のためにトラストの経営を引きうけるという提案を出した。レーニンはこの案を支持した。
ブレスト講和に反対した共産党内のグループは「左翼共産主義者」と呼ばれ、十月革命当初から最高国民経済会議でも要職を占めていた。2月に講和反対のため党やソヴィエトの役職を辞任し、分派として新しい新聞を発行してブレスト講和や「ブルジョア専門家」の登用に反対するキャンペーンを開始した。4月4日に党の指導的中央委員と「左翼共産主義者」の会議が開かれた際、「左翼共産主義者」は「現在の時機についてのテーゼ」を提出し、「官僚主義的中央集権制、さまざまなコミッサールの支配、地方ソヴェトからの自主性の剥奪、下から管理する「コミューン国家」形態の事実上の拒否」へと向かう傾向を批判した。
レーニンはブレスト講和後の政策転換を説明するために3月から準備を始め、4月28日に『イズヴェスチヤ』と『プラウダ』に「ソヴェト権力の当面の任務」を発表した。

## 概要
講和が達成されたおかげで、ロシア・ソヴェト共和国は、ここ当分、社会主義革命のもっとも重要で、もっとも困難な側面に、すなわち組織上の任務に、その力を集中することができるようになった。われわれは、新しいソヴェト型の国家をつくりだしたが、それだけではまだ困難な任務のわずかな部分だけを解決したにすぎない。主要な困難は経済の分野にある。すなわち、物資の生産と分配とのもっとも厳格な、また普遍的な記帳と統制とを実施し、労働生産性をたかめ、実際に生産を社会化することである。
知識、技術、経験の、いろいろな部門の専門家による指導がなくては、社会主義にうつることはできない。なぜなら、社会主義は、資本主義が達成したものを基礎に、資本主義よりいっそう高い労働生産性をめざす自覚ある大衆的前進を、要求するからである。
いまやわれわれは、古いブルジョア的なやり方に訴えて、ブルジョア専門家のうちの大物の「サーヴィス」には非常な高給を支払うことに、同意しなければならなくなった。このようなやり方が、一つの妥協であり、パリ・コンミューンの原則やあらゆるプロレタリア権力の原則からの後退であることは、明白である。この原則は、俸給を中位の労働者の賃金水準に引下げること、そして出世主義にたいして口先でなく、実際に闘争することを要求しているのである。われわれ労働者や農民自身が、すぐれた労働規律やより高い労働技術をまなび、この科学のためにブルジョア専門家を利用することが早ければ早いほど、ますます早くわれわれはこれらの専門家に支払うあらゆる「貢物」をまぬがれることになろう。
一般にブルジョアジー、とくに小ブルジョアジーのすべての習慣や伝統もまた、国家的統制には反対して、「神聖な私有財産」や「神聖な」私企業の不可侵を主張する。無政府主義やアナルコ・サンディカリズムがブルジョア的な思潮であるというマルクス主義の命題がどんなに正しいものであるか、どんなにそれらが社会主義・プロレタリア独裁・共産主義と和解しようのない矛盾をもっているかは、われわれには現在とくにはっきりわかる。ソヴェト的な国家的統制と記帳という思想を大衆のなかにうえつけるための闘争、この思想を実現するための闘争、衣食の獲得を「私的」な仕事と見、売買を「私だけに関係した」取引きと見る癖をつけてしまった、のろわれた過去と関係をたつための闘争ーーこの闘争は、世界史的意義をもつ偉大な闘争であり、ブルジョア的＝無政府主義的自然発生性にたいする社会主義的意識性の闘争である。
どの社会主義革命でも、プロレタリアートによる権力獲得という任務が解決されたのちには、そして収奪者を収奪して彼らの反抗を弾圧するという任務が大体解決されるにしたがって、資本主義よりもいっそう高度な社会的経済制度をつくりだすという根本的任務が、かならず首位におしだされるようになる。すなわち、労働生産性の向上、およびそれと関連した（またそのための）いっそう高度な労働組織がそれである。労働生産性をたかめるための条件は、大工業の物質的基礎を確保すること、すなわち、燃料・鉄・機械製作・化学工業の生産を発達させることであり、住民大衆の教育と文化の向上であり、勤労者の規律の向上、働く腕前の向上、技量の上達、労働強度の増進、労働組織の改善である。
ブルジョアジーが社会主義について、このんで言いふらしているたわ言の一つとして、まるで社会主義者が競争の意義を否定しているかのように言うことがある。ところが実際には、社会主義だけが、階級をなくし、したがってまた大衆の奴隷化をなくして、はじめて、真に大衆的な規模での競争のための道をきりひらく。またソヴェト組織こそ、ブルジョア共和制の形式的な民主主義をやめて勤労大衆を実際に管理に参加させるようになり、そのことによってはじめて競争を広範に展開させるのである。
資本主義的生産様式のもとでは、個々の実例、たとえばある生産組合などの実例の意義は、どうしても極度にかぎられている。そして、徳の高い機関の手本の影響によって資本主義を「矯正する」などと夢想できるのは、小ブルジョア的な幻想だけである。政治権力がプロレタリアートの手にうつり、収奪者が収奪されたのちには、事態は一変する。そして、実例の力もはじめてその集団的作用をおよぼすことができるようになる。模範的なコンミューンは、おくれたコンミューンの教育者、教師、あとおしとならなければならないし、またなるであろう。出版物は、模範的なコンミューンの成功をくわしく知らせ、その成功の原因、その経営の仕方を研究するとともに、他方では、「資本主義の伝統」、つまり無政府状態、なまけ、放恣、投機を、しつこく固執しているコンミューンを「ブラックリスト」にのせ、こうして社会主義建設の道具とならなければならない。
資本主義から社会主義へ移行するさいにはいつでも二つのおもな原因によって、あるいは二つのおもな方向において独裁が必要であることは、確信するのに困難でない。第一に、搾取者の反抗を仮借なく弾圧しなくては、資本主義にうちかって、これを根絶することはできないからである。第二に、あらゆる大革命は、とりわけ社会主義革命は、たとえ対外戦争がなかったにしても、対内戦争、すなわち、内戦なしではかんがえられないからである。
権力の基本的な任務が、軍事的弾圧ではなくて、管理になるにしたがって、弾圧と強制との典型的な現れ方は、現場での銃殺ではなくて、裁判となるであろう。裁判所とは、ほかならぬ貧民をひとりのこらず国家管理にひきいれる機構であるということ、裁判所はプロレタリアートと貧農との権力機関であるということ、裁判所は規律を教育する道具であるということ、ーーこういう自覚がまだ不十分である。
革命運動の歴史では、個人の独裁はきわめてしばしば革命的階級の独裁の表現者であり、にない手であり、先導者であったということ、これについては反駁のできない歴史の経験が物語っている。個人の独裁がブルジョア民主主義と両立していたことは、疑いない。ソヴェト的（すなわち、社会主義的）民主主義と、個々の人が独裁者的権力を行使することのあいだには、どのような原則的矛盾もけっしてない。プロレタリア独裁がブルジョア独裁と異なっている点は、前者が多数の被搾取者のために、少数の搾取者に打撃をくわえるということであり、さらにまた、プロレタリア独裁をーー個人を通じてもーー実現するのは、たんに勤労被搾取者の大衆だけではなくて、こういう大衆を歴史的創造活動にめざめさせ、それに立ちあがらせるようにつくられている組織（ソヴェト組織はこういう組織にはいる）でもあるということである。
あらゆる機械制大工業ーーすなわち、社会主義の物質的・生産的源泉であり、基礎であるものーーが、数百、数千、数万人の人々の共同作業を指導する意志の、無条件的な、もっとも厳格な統一を要求する。この意志の統一は、数千の意志を、一人の意志に服従させることによって確保できる。
ソヴェト民主主義ーーすなわち、具体的に現在適用されているプロレタリア民主主義ーーの社会主義的性格は、第一に、選挙人が勤労被搾取大衆であって、ブルジョアジーは排除されていることにある。第二に、選挙にかんするあらゆる官僚的な形式主義や制限がなくなっていて、大衆自身が選挙の手続や期日を決定し、選挙されたものをリコールする完全な自由をもっていることである。第三に、勤労者の前衛である大工業プロレタリアートの、もっともすぐれた大衆組織がつくりだされていて、前衛はこの組織によって、もっとも広範な被搾取大衆を指導し、彼らを自主的な政治生活にひきいれ、彼らを彼ら自身の経験によって政治的に教育することができ、こうしてはじめて、住民が真にひとりのこらず管理することをまなぶための、また管理しはじめるための端緒がつくられることである。
われわれの目的は貧民をひとりのこらず実際に管理に参加させることである。そしてこれを実現するためのあらゆる方策は詳細に記録され、研究され、体系化され、より広範な経験によって点検され、法制化されなければならない。われわれの目的は、勤労者各人が8時間の生産的労働の「日課」をおえたあとで国家的義務を無償で遂行することにある。こういうことにうつるのはきわめて困難であるが、この移行のなかにこそ、社会主義を最後的に確立する保障があるのである。

## 論争と政策の展開
『当面の任務』の内容については1918年4月29日の全ロシア中央執行委員会の会議でも報告が行われた。報告に基づいてレーニンが執筆した「ソヴェト権力の当面の任務についての6つのテーゼ」は若干の修正を経たのち5月3日に党中央委員会の会議で採択された。
「左翼共産主義者」のテーゼは、「部分的な国有化から大工業の全般的社会化へと移行することをせずに、「工業の親玉たち」と取引きすることは、彼等が指導しそして基本的な工業諸部門を包括する大トラストの形成に導くに違いない。このような生産組織の体制は、国家資本主義へと進展するための社会的基盤を提供するものであり、それへの移行段階である」と主張していた。この点についてレーニンは全ロシア中央執行委員会の会議において国家資本主義は一歩前進だと反論した。
レーニンはその後に書いた『「左翼的」な児戯と小ブルジョア性とについて』でさらに詳しく国家資本主義について説明を加えた。
しかし「国家資本主義」論は当時の状況にまったく合っていなかった。労働者階級による自然発生的な工場接収が進み、全面的国有化への圧力が高まった。内戦の開始により階級対立はさらに激化し、6月28日には大工業国有化法令が採択された。
「国家資本主義」論は1921年春に新経済政策が導入された際に再度取り上げられた（『食糧税について』）。レーニンは農村の小ブルジョア経済を国家資本主義の軌道にむけることをめざした。しかしその方針の誤りも半年で明らかとなった。国家資本主義論には市場経済をどのように位置づけるかという観点が欠けていた。